# Ибрагим Байе Ниасс
Ибрагим Байе Ниасс (фр. Ibrahim Baye Niass, род. 1900 г. Каолак, Сенегал — ум. 26 июля 1975 г. Лондон) — мусульманский учёный и святой (марабут) из Сенегала, один из известнейших религиозных деятелей середины XX века в Западной Африке, основавшего на территории нынешних Мали и Сенегала умеренно-ортодоксальный суфийский орден «Тарика» внутри ордена тиджания.

## Биография
Ибрагим родился в сенегальской деревне Тайба Ниасен, близ границы с британской Гамбией, был единственным, родившимся в Сенегале сыном Абдула Ниасса (1840—1922), представителя ордена тиджания в западно-африканском регионе Салум. В 1901 году Абдул Ниасс, пришедший со своей семьёй из региона народа волоф, из-за возникавших конфликтов с французскими колониальными властями, не желавшими усиления влияния религиозных исламских организаций в Сенегале, был вынужден перебраться в Гамбию.
Через 10 лет Абдул Ниасс сумел договориться с французами, и те позволили ему организовать для своей семьи и приверженцев в Каолаке религиозный центр (текке) Левна Ниассен. После смерти Абдула в 1922 году его место руководителя общины и халифа занимает его старший сын Мухаммад ибн-Халифа. Ибрагим же в это время занимался хозяйственными вопросами, благоустройством земель общины и преподаванием для всё возраставшего количества приверженцев секты. Хотя Ибрагим никогда не претендовал на роль духовного наследника своего отца и руководителя общины, благодаря выдающимся религиозным знаниям и харизме он рассматривался многими молодыми членами общины своим главой. В связи с этим постоянно возрастало напряжение в отношениях между Ибрагимом и его старшим братом, Мухаммадом.

В 1929 году, во время полевых работ Ибрагим заявил, что Аллах доверил ему одну тайну, которая скрыта для всех остальных людей, и что каждый, кто хочет знать её, должен последовать за Ибрагимом. В следующем, 1930 году, сразу после окончания Рамадана, произошли открытые столкновения между приверженцами обоих братьев, после чего Ибрагим решил незамедлительно найти для себя и своих сторонников новое место обитания. В тот же вечер он с группой последователей ушёл из деревни, и на следующий день основал исламский религиозный центр Медина Бей (ныне — в разросшемся городе Каолак). Начиная с этого времени Ибрагим так построил свой жизненный календарь, что летом он занимался земледелием в соседней деревушке, а зимой — преподавал в Медина-Бей, при открытой им мечети. Летом 1945 года он вновь посетил оставленную много лет назад родную деревню Тайба Ниасен, сгоревшую дотла в результате большого пожара, и на свои средства восстановил её. Эти действия оказали сильное влияние на местных жителей, множество из которых теперь признавало Ибрагима своим духовным руководителем — несмотря на то, что он был одним из самых младших в семье Абдула Ниасса.

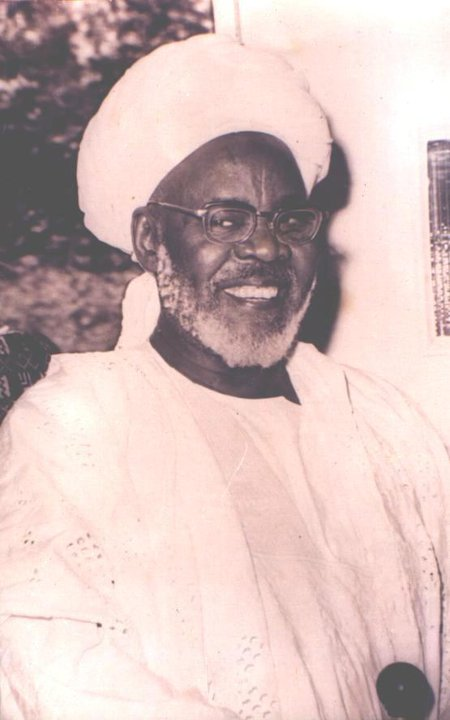
Ибрагим Байе Ниасс

Хотя последователи суфийского ордена тиджания и составляли в Сенегале меньшинство среди верующих-мусульман они, тем не менее, сумели создать множество ячеек своего ордена во многих странах мира. Посредством этого последователями ордена становятся в 1930—1940-е годы целый ряд влиятельнейших деятелей арабо-мавританского мира, в том числе Шейхани (1908—1986), племянник основателя ордена Тиджани, а также Абдалла Байеро, эмир области Кано в Северной Нигерии, ставший последователем Ибрагима во время совершения хаджа в Мекку в 1937 году (по другим сведениям — в 1939). Благодаря этому проповедник становится одним из влиятельнейших религиозных деятелей среди народа хауса. Вместе с этими вождями в орден вступили миллионы их подданных так, что количество его членов за пределами Сенегала стало намного превышать число его сторонников внутри страны.
После обретения Сенегалом независимости в 1960 году Ибрагим Байе Ниасс занимает следующие посты:
- член Академии при университете аль-Ахзар в Каире
- член Комитета специалистов по исламологии (Алжир)
- высокий комиссар Организации Исламской Доброй Воли
- Старший исламский консул в Алжире

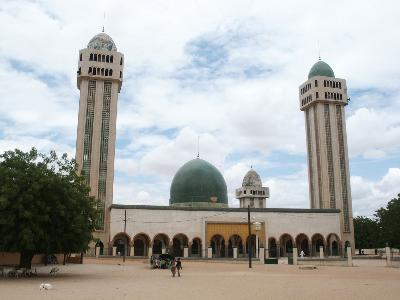
мечеть в районе Медина-бей, Каолак

В 1962 году он избирается вице-президентом Всемирной исламской лиги, а также вице-президентом Всемирного исламского конгресса в Карачи. В 1964 году Ибрагим становится президентом последнего и членом Генеральной конференции Академии исламских исследований в Каире.
В 1975 году Ибрагим скончался, совершив за свою жизнь 75 посещений Мекки и написав 75 богословских сочинений. Был женат многократно, однако одновременно имел не более 4-х жён (согласно шариату). Число последователей его по всему свету составляет несколько миллионов человек, его религиозное учение внутри ордена «Тиджани» в настоящее время — наиважнейшее. Имам мечети в Медина-Бей — его внук, шейх Хасан Сисе.

## Сочинения (избранное)
- Kāshif al-'ilbās ʿan Fayḍati l-Khatmi 'Abī l-ʿAbbās («Расшифровка посева Абу ль-Аббаса [Ahmad at-Tijānī]»).
- Jawāhir ar-rasā'il («Жемчужины букв»).
- As-sirr al-'akbar («Великая тайна»)
- Многочисленные собрания стихотворений, которые опубликованы в Ad-Dawāwīn as-Sitt («Шести собранных томов»), Jāmiʿ Jawāmiʿ ad-Dawāwīn («Собрание собраний») и в Majmūʿ Riḥlāt ash-Shaykh 'Ibrāhīm («Путевые записки шейха Ибрагима»).
- Kitāb at-taṣrīf («Книга арабского символа веры»), учебник на арабском языке, широко распространённый в Сенегале.

Наряду с вышедшеми из печати сочинениями Ибрагима, в Африке широко распространены аудиозаписи его выступлений и проповедей, например его Tafsīr al-Qur'ān (Толкования Корана) на языках волоф и арабском, многочисленные вариации Mawlid an-nabawī (Рождение и жизнь Мохаммеда), также на волоф и арабском, и проповеди на языке волоф по различным религиозным и практическим темам.